# Diocesi di Sidima
La diocesi di Sidima (in latino: Dioecesis Sidymensis) è una sede soppressa del patriarcato di Costantinopoli e una sede titolare della Chiesa cattolica.

## Storia
Sidima, identificabile con Durdukar (Dodurgar) 14 km. a nord ovest di Xanthos nell'odierna Turchia, è un'antica sede episcopale della provincia romana di Licia nella diocesi civile di Asia. Faceva parte del patriarcato di Costantinopoli ed era suffraganea dell'arcidiocesi di Mira.
La diocesi è documentata nelle Notitiae Episcopatuum del patriarcato di Costantinopoli fino al XII secolo.
Sono quattro i vescovi attribuiti a questa antica sede episcopale. Durante il concilio di Seleucia del 359, Acacio di Cesarea e i suoi sostenitori abbandonarono l'assise e redassero una professione di fede nella quale rigettavano il termine di consustanzialità in quanto estraneo alle Scritture; tra i firmatari della professione di fede figura anche Eustazio, che sottoscrisse con il doppio titolo di «vescovo di Pinara e di Sidima», indizio che all'epoca le due diocesi erano unite. Il vescovo Ipazio sottoscrisse nel 458 la lettera dei vescovi della Licia all'imperatore Leone I dopo la morte di Proterio di Alessandria. Zemarco partecipò al terzo concilio di Costantinopoli nel 680 ed era presente al concilio in Trullo nel 692. Nicodemo assistette al secondo concilio di Nicea nel 787.
Dal XVIII secolo Sidima è annoverata tra le sedi vescovili titolari della Chiesa cattolica; la sede è vacante dal 30 dicembre 1974. Il suo ultimo titolare è stato Karl (Charles) Reiterer, vescovo coadiutore e successivamente vescovo residente del vicariato apostolico di Kuching in Malaysia.

## Cronotassi

### Vescovi greci
- Eustazio † (menzionato nel 359)
- Ipazio † (menzionato nel 458)
- Zemarco † (prima del 680 - dopo il 692)
- Nicodemo † (menzionato nel 787)

### Vescovi titolari
- Adam Kłokocki † (22 settembre 1795 - 8 marzo 1808 deceduto)
- Antoine Missirli † (18 marzo 1808 - 16 ottobre 1824 deceduto)
- Pierre-Flavien Turgeon † (28 febbraio 1834 - 3 ottobre 1850 succeduto arcivescovo di Québec)
- Joseph Freusberg † (7 aprile 1854 - 14 novembre 1889 deceduto)
- Theophile Meerschaert † (2 giugno 1891 - 17 agosto 1905 nominato vescovo dell'Oklahoma)
- Ján Ivánkovič † (11 dicembre 1905 - 31 marzo 1910 deceduto)
- Paul Leon Cornelius Montaigne, C.M. † (18 dicembre 1924 - 9 gennaio 1962 deceduto)
- Michele Federici † (22 settembre 1962 - 27 ottobre 1963 nominato arcivescovo di Santa Severina)
- Karl (Charles) Reiterer, M.H.M. † (9 febbraio 1967 - 30 dicembre 1974 deceduto)